# Kapraď samec
Kapraď samec (Dryopteris filix-mas) je obecně známý druh kapradin z čeledi kapraďovité (Dryopteridaceae).

## Název
Latinský rodový název pochází ze slov dryas (strom) a ptero (křídlo). Druhový název, podobně jako v češtině, obsahuje slovo mas, tedy samec, čímž upomíná na mohutnější vzrůst, než má papratka samičí (Athyrium filix-femina).

## Popis

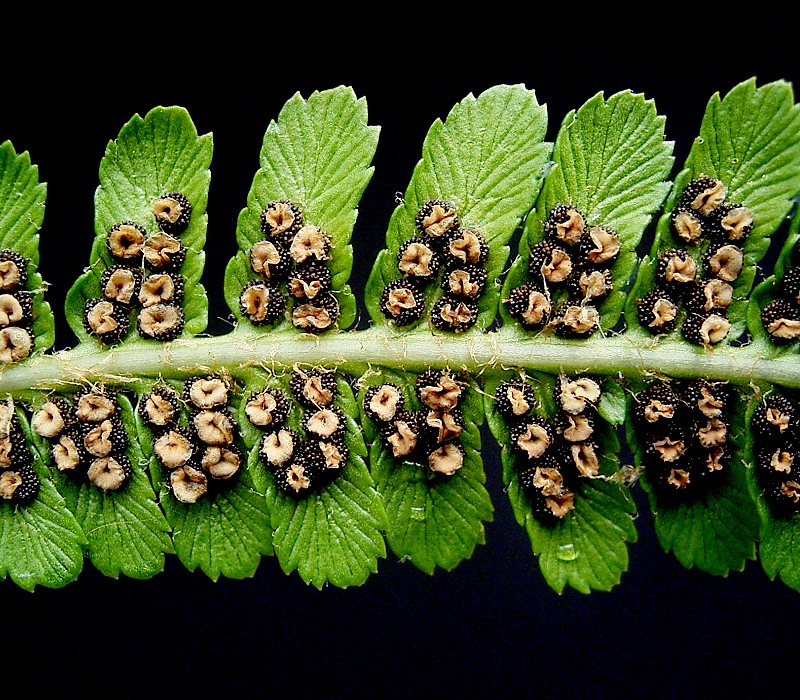
Lístky (úkrojky) kapradě samce na spodní straně obsahují výtrusnicové kupky

Kapraď samec je vytrvalá kapradina. Nápadné, svrchu tmavě zelené, vespod světlejší, 0,5 až 1,3 m dlouhé listy této kapradiny vyrůstají v růžici z konce krátkého, hustými rezavými chloupky porostlého podzemního oddenku, upevněného v půdě četnými kořeny. Listy jsou v mládí svinuty do spirály a tvoří tzv. „biskupské berly“, hustě porostlé blanitými šupinami. Zpočátku totiž přirůstá rychleji spodní část listu, zatímco horní zůstává zavinuta. Teprve po vyrovnání rychlosti růstu obou částí se list rozvine. Řapík listu je krátký, silný a při bázi rovněž hustě porostlý rezavými chloupky. Čepel je dvakrát zpeřená, její tupě přisedající lístky jsou vstřícně až střídavě postavené, široce oválné, na špičce zaoblené, s hrubě zubatým okrajem.
Asimilační listy a listy s výtrusnicemi nejsou tvarově rozlišeny. Výtrusnice jsou soustředěny do kupek podél hlavního žebra jednotlivých lístků a jsou v mládí zakryty šedou ostěrou ledvinitého tvaru. Výtrusy dozrávají na podzim a listy pak rychle usychají. Zjara je růst listů velmi rychlý, protože jejich základy se na oddenku vytvářejí již na podzim.

## Rozšíření
Vyskytuje se téměř kosmopolitně, v Severní Americe, Evropě i Asii. Kapraď samec je typický průvodce jehličnatých a i smíšených porostů, které rostou na minerálně bohatých hlinitých půdách s dobrým rozkladem humusu. Též se hojně vyskytuje na kamenitých půdách, na sutích a na stinných stanovištích s dostatečnou vlhkostí. Vyhýbá se však lokalitám silně zamokřeným a nenajdeme jej ani na písčitých, suchých nebo těžkých půdách. Roste od pahorkatin až do vysokohorských oblastí.

## Využití
Dříve se výluh z kapradě samce používal proti tasemnicím, ale neboť obsahuje látky jedovaté i pro člověka, velmi snadno mohlo dojít k otravě pacienta. Léčba otrav je dlouhodobá a i po překonání ohrožení života, plynoucího z otravy může být následkem trvalá slepota.

## Možnost záměny
Lze zaměnit za kapraď rezavou (Dryopteris pseudomas), která ovšem tvoří také někdy křížence s jinými druhy rodu.